# El Pedregal (Tabasco)
El Pedregal es una localidad del municipio de Huimanguillo ubicado en la subregión de la Chontalpa del estado mexicano de Tabasco.

## Geografía
La localidad de El Pedregal se sitúa en las coordenadas geográficas 17°46′40″N 93°56′20″O / 17.777872, -93.938791, a una elevación de 30 metros sobre el nivel del mar.

## Demografía
Según el Conteo de Población y Vivienda 2020, efectuado por el Instituto Nacional de Estadística y Geografía, la localidad de El Pedregal tiene 20 habitantes, de los cuales 13 son del sexo masculino y 7 del sexo femenino. Su tasa de fecundidad es de 3.4 hijos por mujer y tiene 6 viviendas particulares habitadas.
| Gráfica de evolución demográfica de El Pedregal entre 1990 y 2020 |
|                                                                   |
| INEGI.                                                            |